# サンクトペテルブルクの市旗

サンクトペテルブルクの市旗

サンクトペテルブルクの市旗 (サンクトペテルブルクのしき) は、赤地の中央部にサンクトペテルブルクの市章のチャージ部分(交差した銀色の海の錨と川の錨、金の王笏)を配したデザインの旗である。1991年9月6日に制定された。縦横比は2:3。
錨はそれぞれの中央で交差しており、海の錨は(上部)左側の、川の錨は(上部)右側のものであり、同市に川と港の両方があることを反映したものである。王笏が錨の交差の上に置かれているのは、サンクトペテルブルクが以前ロシア帝国の首都であったことを示している。